# Affinghausen
Affinghausen er en kommune i amtet ("Samtgemeinde") Schwaförden i Landkreis Diepholz i den tyske delstat Niedersachsen.
Nabo- og omegnskommuner er Schwaförden (6 km), Scholen (10 km), Bruchhausen-Vilsen (10 km), Süstedt (10 km), Bassum (13 km), Asendorf (8 km), Sulingen (15 km) og Maasen (9 km).